# Готовий до санітарної оборони

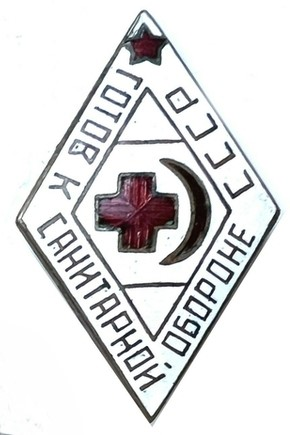
Нагрудний знак «Готовий до санітарної оборони СРСР»

«Готовий до санітарної оборони» (скор. ГСО; рос. Готов к санитарной обороне) — система масової санітарної підготовки населення в СРСР, що існувала з 1934 до 1967 року. Включала навчання комплексу знань і навичок з надання першої допомоги, само- та взаємодопомоги при травмах, пораненнях і нещасних випадках, догляду за хворими вдома, дотримання правил гігієни, а також запобігання інфекційним захворюванням і санітарно-хімічного захисту. Тим, хто виконав нормативи, видавали посвідчення та нагрудний знак[⇨]. Розроблена радянським Товариством Червоного Хреста та Червоного Півмісяця. 
З-поміж активістів, які пройшли підготовку в гуртках ГСО, комітети Товариства Червоного Хреста і Червоного Півмісяця організовували масові добровільні санітарні формування — санітарні пости, санітарні дружини, що надавали органам охорони здоров'я та спеціальним лікувальним установам повсякденну допомогу в масовій оздоровчій та санітарно-просвітницькій роботі. 

## Історія
Масова санітарна підготовка населення Радянського союзу, розроблена Товариством Червоного Хреста і Червоного Півмісяця  СРСР, почалася у 1934 році та включала два ступені: програму ГСО для дорослого населення та програму «Будь готовий до санітарної оборони» (БГСО) для школярів. З активістів, які пройшли підготовку в гуртках ГСО, комітети Товариства Червоного Хреста і Червоного Півмісяця організовували масові добровільні санітарні формування — санітарні пости, санітарні дружини. Подібні системи існували на регіональному рівні й раніше: наприклад, за даними «Чуваської медичної енциклопедії» система масової санітарної підготовки населення була запроваджена у Чувашії рішенням 2-го Республіканського з'їзду Товариства Червоного хреста ще 9—10 жовтня 1929 року. Разом із системою було запроваджено нагрудний знак ГСО, а 1935 року додали знак ГСО 2-го ступеня, призначений для тих, хто здасть норми підвищеної складності. Пізніше відзначали, що на ряду з ГПО, ВС та ГПВХО («Готовий до протиповітряної та хімічної оборони»), система ГСО мала велике значення для психологічної готовності до Другої світової війни. За даними «Великої радянської енциклопедії» до 1937 року близько 100 тисяч школярів опанували ці норми.
Під час Другої світової війни тисячі штатних та громадських інструкторів провели близько 500 тисяч лекцій, доповідей та бесід з тем програми «Готовий до санітарної оборони». Крім того, на підприємствах, у колгоспах та домоуправліннях було організовано 1119 зустрічей медиків з населенням. Число громадян, підготовлених за нормами «Готовий до санітарної оборони», досягло 11 мільйонів. У профілактичній роботі взяло участь понад 500 тисяч активістів, вони обстежили санітарний стан 1,7 мільйона квартир, гуртожитків та дворів, 85 тисяч підприємств та установ, 40 тисяч їдалень тощо. За даними довідки про діяльність Товариств Червоного Хреста та Червоного Півмісяця СРСР за роки Великої Вітчизняної війни (станом на червень 1945 року), опублікованої у «Військово-історичному журналі» у 1976 році, за нормами ГСО підготовано 19 мільйонів 100 тисяч осіб; за нормами БГСО підготовано понад 5,5 мільйонів школярів.
За даними Щорічника ВРЕ у 1957 році радянський Червоний Хрест (разом з ДТСААФ) особливу увагу приділяв підготовці населення за програмами ППО. Підготовка населення за програмою «Готовий до санітарної оборони» залишалася лише у школах. Молодші школярі займалися за програмою «Будь готовий до санітарної оборони». У 1960 році Виконком СТЧХ та ЧП СРСР затвердив програми з підготовки санітарного активу для проведення санітарно-профілактичних заходів. Станом на 1964 рік уповноважених виділяли з-поміж начальників санпостів, сандружинниць та активістів. Пленум СТЧХ та ЧП СРСР у 1967 році визнав одним з основних завдань участь у масовому русі за підвищення санітарної культури міст та сіл, а також роботу Народних університетів та шкіл здоров'я. Окремим важливим завданням було надання допомоги органам охорони здоров'я у санітарно-гігієнічному вихованні учнівської молоді. Санпости, сандружини та юні санінспектори шкіл стежили за санітарним станом класів, корпусів, гуртожитків та прилеглих територій. Популярними у 1960-ті роки стали «Школи здоров'я», змагання санпостів та сандружин, зльоти активів, огляди, «Дні здоров'я», «Вогнища здоров'я», «Свята чистоти», вікторини тощо. Традиційною стала участь санітарних постів у військово-спортивній грі «Зірниця».
Система існувала до 1967 року, після чого підготовку населення за програмами подібного змісту стали проводити в рамках цивільної оборони (загальний обов'язковий мінімум знань з ЦО). В загальноосвітніх школах з 1967/68 навчального року в 5–7 класах запровадили навчання дітей за програмою цивільної оборони.

## Опис
Заняття за програмою ГСО проводили в гуртках на підприємствах, у колгоспах, радгоспах, МТС, навчальних закладах, установах, житлово-експлуатаційних конторах; викладачами були лікарі та середній медичний персонал. «Мала радянська енциклопедія» характеризувала ГСО як комплекс найпростіших санітарних знань та навичок. Військовозобов'язані навчалися прийомів самодопомоги, взаємодопомоги та виконання найпростіших санітарно-гігієнічних і протиепідемічних заходів у військово-польових умовах. Жінки й невійськовозобов'язані чоловіки навчалися надавати першої медичної допомоги пораненим і хворим, правилам транспортування, догляду за ними та виконанню лікарських призначень при лікуванні вдома, а також підтримувати належний санітарний стан виробничих об'єктів, житла, території й запобігати виникненню та поширенню інфекційних захворювань.
Програма БГСО передбачала найпростіші заходи, які могли виконувати старшокласники. Тим, хто виконав нормативи, видавали посвідчення та нагрудний знак. До програми входив такий комплекс знань і навичок: надання першої медичної допомоги (самодопомоги та взаємодопомоги) при травмах і нещасних випадках, догляд за хворими вдома, правила гігієни, заходи з запобігання інфекційним хворобам, туберкульозу та малярії, елементи санітарно-хімічного захисту, а також ознайомлення з завданнями та діяльністю радянського Червоного Хреста.

## Нагрудні знаки
| Готовий до санітарної оборони СРСР       | Готовий до санітарної оборони СРСР |
| ---------------------------------------- | --- |
|                                          | Знак «Готовий до санітарної оборони СРСР» — виконаний у формі ромба, покритий білою емаллю. У центрі емблема Червоного Хреста та Червоного Півмісяця, у верхньому кутку червона емалева зірочка. Краєм проходить напис: «ГОТОВ К САНИТАРНОЙ ОБОРОНЕ СССР». Виготовлений із бронзи. Створений у 1934 році. Існував варіант з двома кутами, покритими синьою емалюю.                                              |
|                                          | Знак «Готовий до санітарної оборони СРСР» 2-го ступеня у формі шестірні. |
| Будь готовий до санітарної оборони СРСР  | |
|                                          | Знак «Будь готовий до санітарної оборони СРСР» для піонерів — теж має форму ромба. У центрі, на білому емалевому тлі, емблема Червоного Хреста та Червоного Півмісяця. По краю, на блакитній емалевій смужці; напис: «БУДЬ ГОТОВ К САНИТАРНОЙ ОБОРОНЕ СССР».Виготовлений із бронзи. Створений у 1936 році. |
|                                          | Знак «Будь готовий до санітарної оборони» у формі прапора. |
|                                          | Знак «Будь готовий до санітарної оборони СРСР» із зображенням літака та піонера. |
| Відміннику санітарної оборони СРСР       | |
|                                          | Знак «Відміннику санітарної оборони СРСР» — в основі знака червона емалева зірка, в центрі якої, на білому колі, розташована емблема Червоного Хреста та Червоного Півмісяця. Верхній промінь підперезаний білою емалевою стрічкою з написом: «ОТЛИЧНИКУ», два нижні промені стрічками з написом: «САНИТАРНОЙ ОБОРОНЫ СССР». Виготовлений із бронзи. Створений у 1935 році.                                     |
| Юному відміннику санітарної оборони СРСР | |
|                                          | Знак «Юному відміннику санітарної оборони СРСР» — виконаний у формі білого емалевого щита, знизу та згори обрамленого лавровим листям, а збоку — вузькими смужками червоних полотнищ. Верх щита увінчує червона емалева зірочка. У центрі емблема Червоного Хреста та Червоного Півмісяця, над нею напис: «ЮНОМУ ОТЛИЧНИКУ», під нею: «САНИТАРНОЙ ОБОРОНЫ СССР». Виготовлений із бронзи. Створений у 1938 році. |

10 червня 1959 року протоколом № 15 Президії Виконкому СТЧХ та ЧП СРСР було затверджено положення про значки «Відмінник санітарної оборони СРСР» та «Юному відміннику санітарної оборони СРСР». Знаком «Відмінник санітарної оборони СРСР» нагороджували працівників та активістів товариств Червоного Хреста та Червоного Півмісяця СРСР за активну роботу зі зміцнення санітарної оборони СРСР, надання допомоги громадянам СРСР, які постраждали від воєнних дій та стихійних лих. Знаком «Юному відміннику санітарної оборони СРСР» нагороджували учнів загальноосвітніх шкіл та навчальних закладів трудових резервів за активну участь у санітарно-профілактичній роботі.